# 吕爱琼
吕爱琼（英語：Loo Aye Keng，1968年9月22日—），马来西亚女演员。她曾两度获得最具潜质女艺人以及两次十大最受欢迎女艺人，育有一名儿子。新冠疫情期間吕爱琼罹患乳癌。